# Cidade esponja

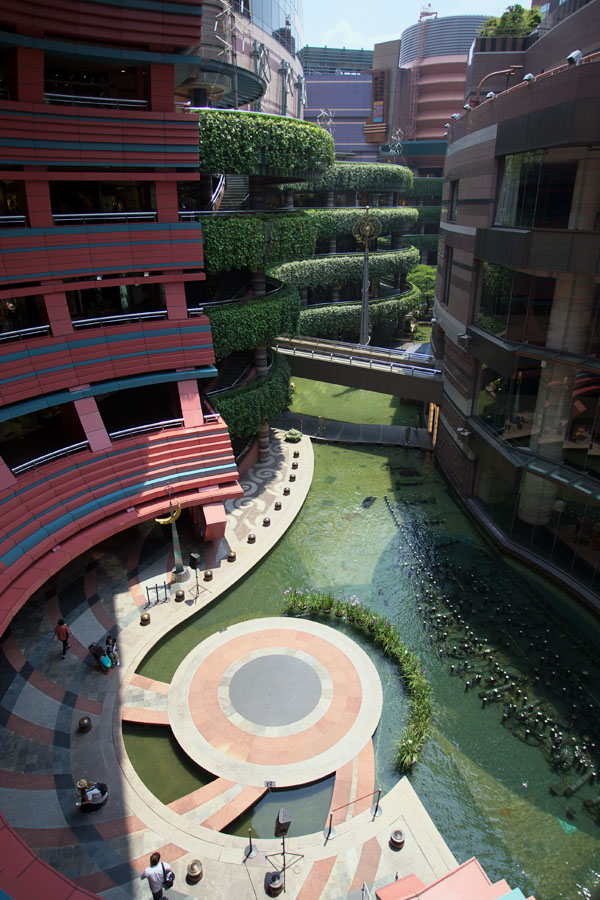
Canal da cidade de Hakata

A cidade de esponja é uma cidade que tem a capacidade de integrar a gestão da água urbana nas políticas e projetos de planejamento urbano. Ela tem o planejamento adequado e as estruturas legais e ferramentas para implementar, manter e adaptar os sistemas de infraestrutura para coletar, armazenar e tratar (excesso) da água da chuva. Além disso, uma “cidade de esponja” deve ser capaz de lidar com “muita água”, mas também reutilizar a água da chuva para ajudar a mitigar os impactos de muito suja e/ou pouca água.
Os objetivos de uma cidade esponjosa podem ser alcançados substituindo pavimentos de concreto por zonas úmidas, telhados verdes e jardins de chuva, o que significa que a água da chuva é absorvida de volta à terra, fazendo com que a água funcione para a cidade.

## Vantagens
- Melhora a qualidade geral da água
- A água da chuva é capturada e pode ser reutilizada
- Reduz a chance de inundações
- Reduz os problemas de tráfego urbano
- Reduz a intensidade urbana das ilhas de calor.[5]

## China
A iniciativa da cidade de esponja da China tem como meta, até 2020, que 80% das áreas urbanas absorvam e reutilizem pelo menos 70% da água da chuva.   O governo chinês encomendou o projeto de várias "Cidades Esponjas", que empregam o SAD em escala urbana em todo o país.
Um desses exemplos é Nanhui, um subúrbio de Xangai projetado para combater o aumento do nível do mar na costa leste da China. A Nanhui, anteriormente conhecida como Lingang, usa pavimento permeável para estradas e direito de passagem público para reduzir os efeitos que a grande infraestrutura urbana tem no ciclo natural da água. "Cidade Esponja" é uma apresentação inovadora de promover edifícios verdes, cidades de baixo carbono e cidades inteligentes. É a combinação orgânica da moderna nova tecnologia verde e da sociedade, meio ambiente, cultura humana para o progresso social.

## Galeria

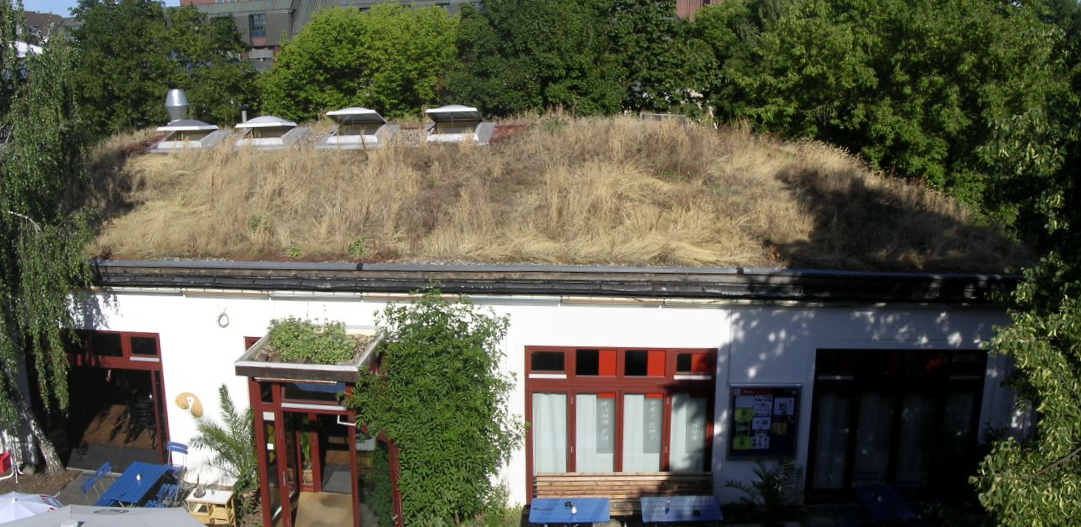
Cobertura verde de Sedum - ufaFabrik - Berlim
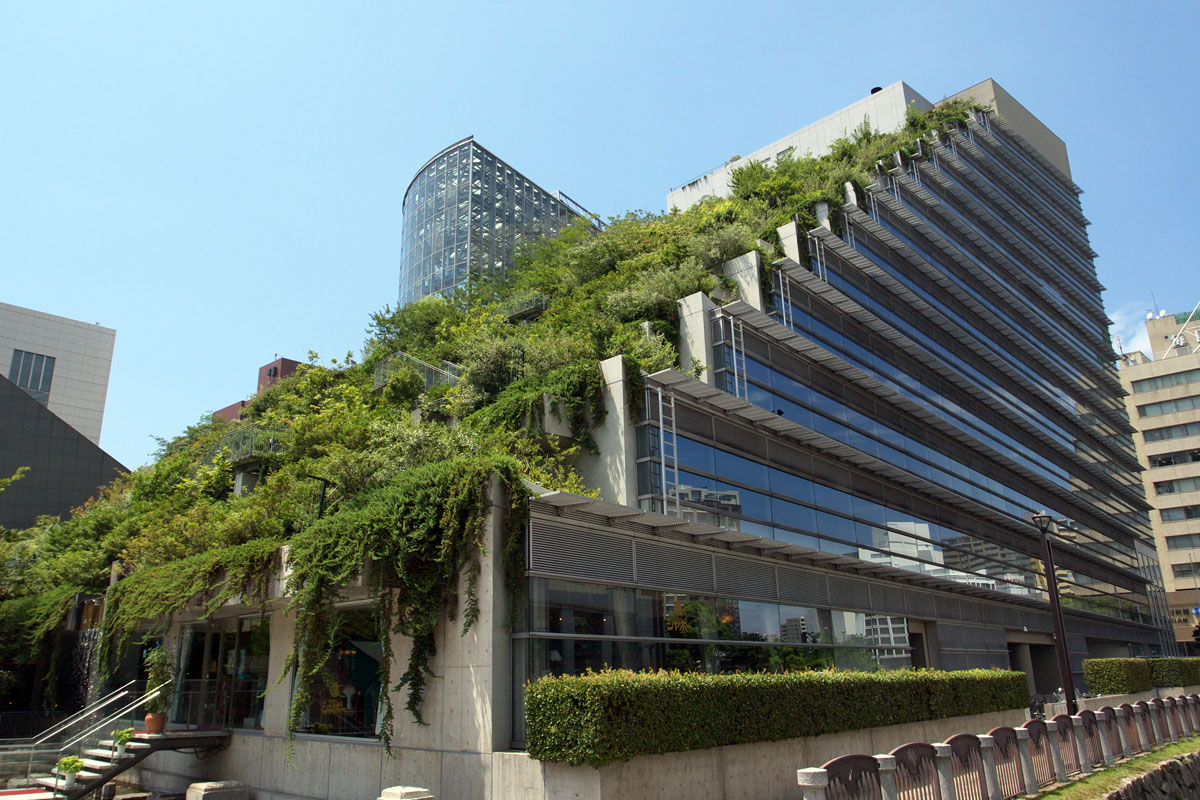
ACROS Fukuoka
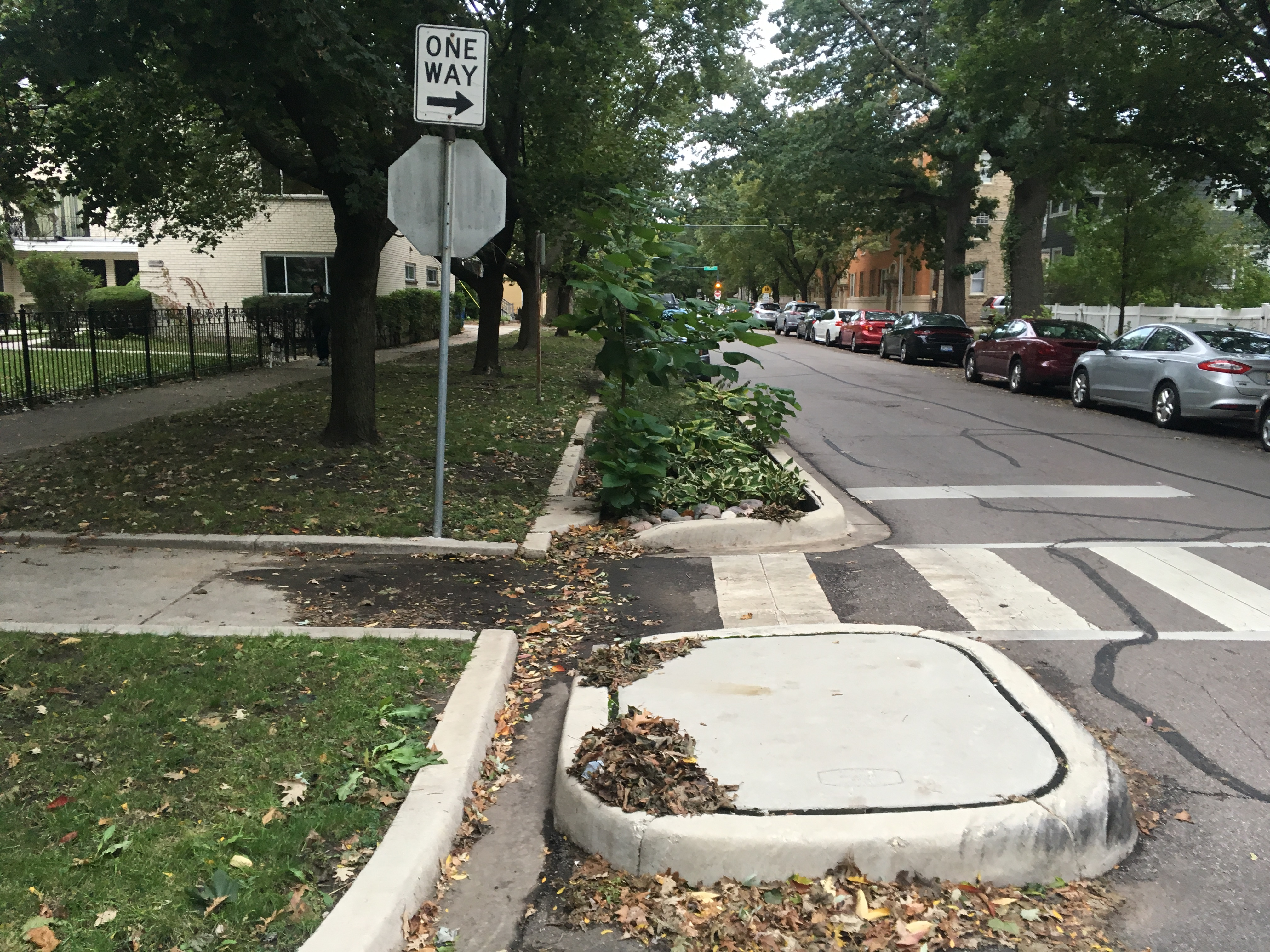
Drenagem sustentável à beira da estrada projetado para filtrar o escoamento de águas pluviais de superfícies de ruas
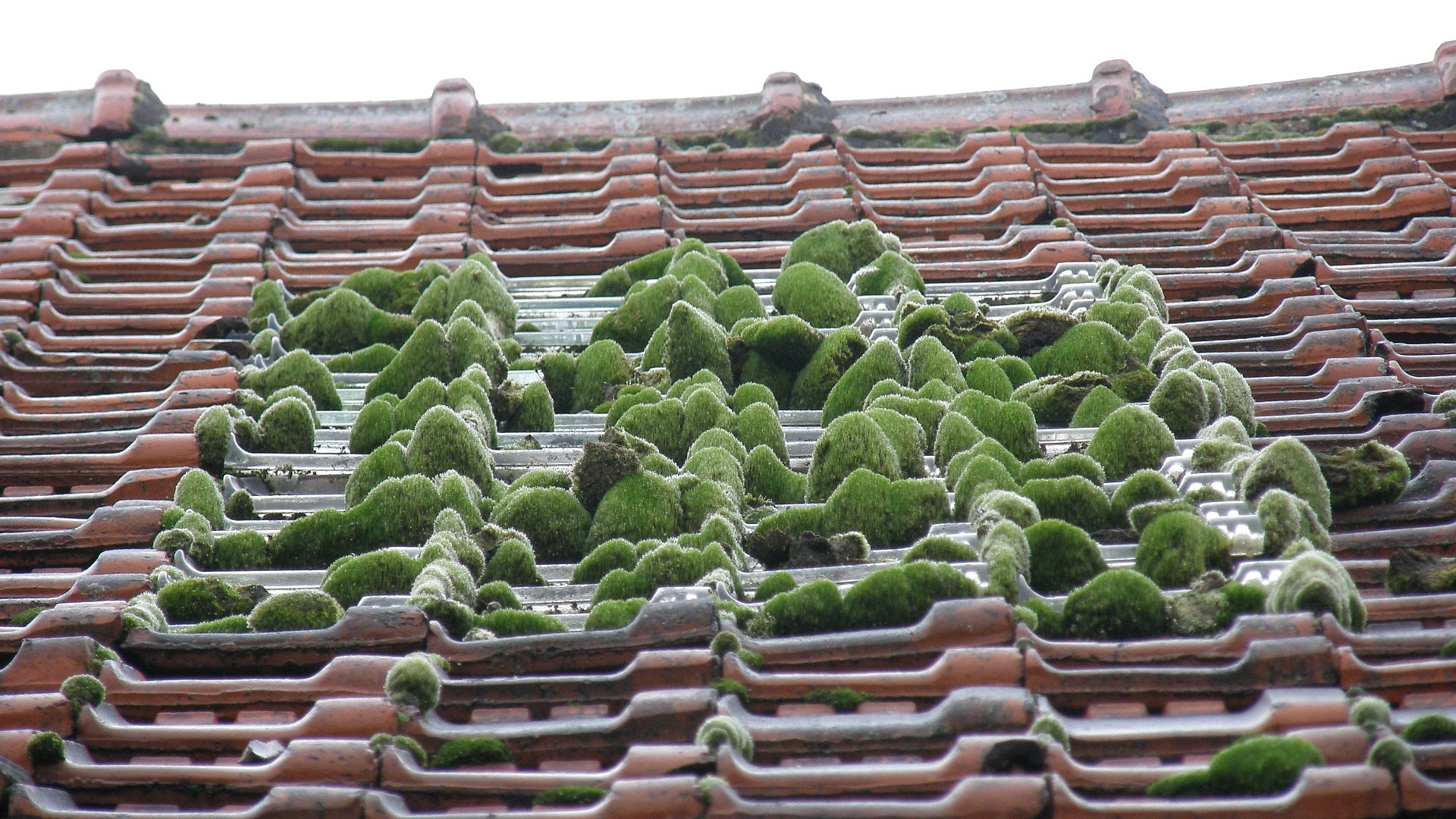
Um pequeno teto-jardim Zen
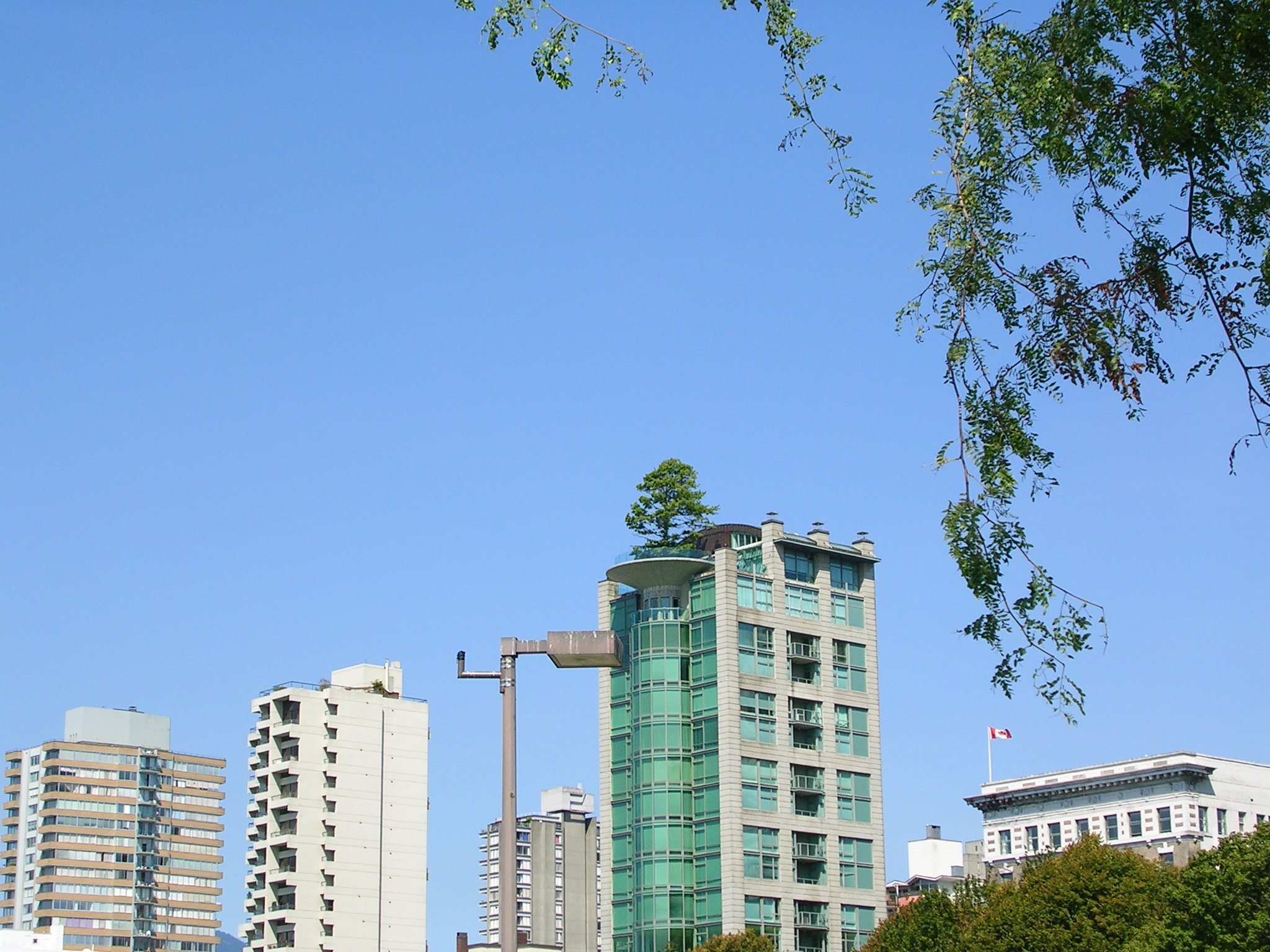
Um exemplo extremo de um jardim no telhado, em Vancouver, British Columbia